# Papleux
Papleux é uma comuna francesa na região administrativa de Altos da França, no departamento de Aisne. Estende-se por uma área de 1,93 km². Em 2010 a comuna tinha 130 habitantes (densidade: 67,4 hab./km²).